# Paya Pelu
Paya Pelu is een bestuurslaag in het regentschap Aceh Tengah van de provincie Atjeh, Indonesië. Paya Pelu telt 246 inwoners (volkstelling 2010).